# Maria Augusta Barbosa

Maria Augusta Barbosa

Maria Augusta Alves Barbosa (-, 18 de Abril de 1912 - Loures, 24 de Abril de 2012) foi uma musicóloga portuguesa, considerada a "mãe" das ciências musicais em Portugal e a primeira portuguesa a tirar um doutoramento na área. 

## Biografia
Maria Augusta Barbosa nasceu em Loures, no dia 18 de Abril de 1912. 
Licenciou-se em ciências musicais pela Universidade de Humboldt, Berlim e doutorou-se em 1970 pela Universidade de Colónia, na mesma área. O seu doutoramento foi sobre  Vicente Lusitano, tratadista, teórico musical e compositor do séc. XVI.
Na década de 1980 começou a dar aulas na Universidade Nova de Lisboa, tendo criado a primeira licenciatura em ciências musicais do país. Leccionou também na Universidade de Coimbra, onde fundou o mestrado em Ciências Musicais na faculdade de letras. 
Desde 2001, vivia na Casa de Saúde e Repouso da Amoreira, em Odivelas. No dia 24 de Abril de 2012 sofreu uma insuficiência respiratória, tendo sido transportada para o Hospital de Loures onde viria a falecer. Na semana anterior, comemorava-se o seu 100º aniversário. 

## Prémios e reconhecimento
Foi galardoada com os prémios: 
- 1984 - Grande Prémio Gulbenkian, atribuído pela Fundação Calouste Gulbenkian
- 1998 - Grande Prémio de Crónica da Associação Portuguesa de Escritores

Aquando da celebração do seu centenário, os musicólogos José Maria Pedrosa Cardoso e Margarida Lopes de Miranda, publicaram em sua homenagem o livro Sons do Clássico. 